# Madan Sara
Pour les articles homonymes, voir Sara.

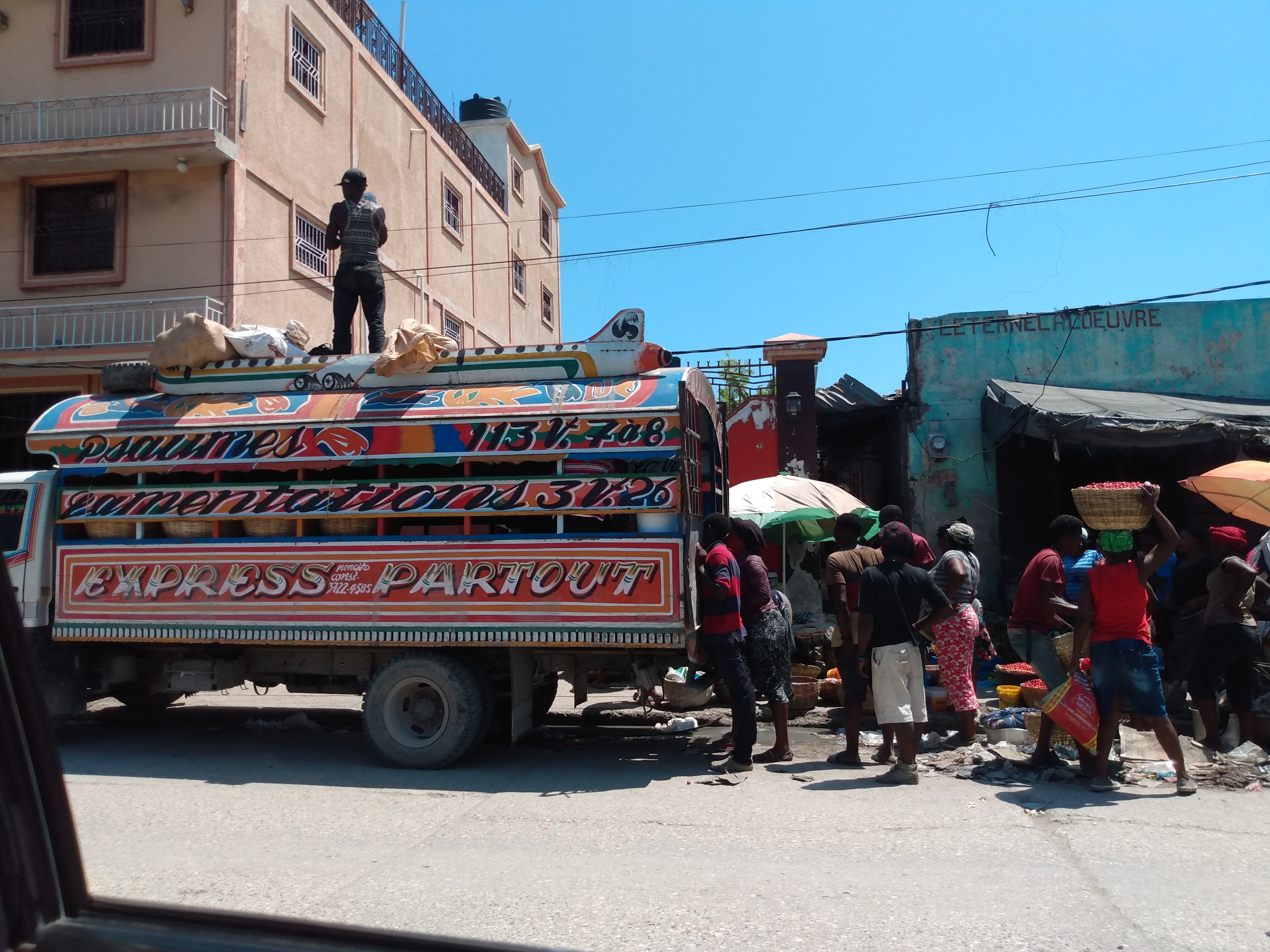
Des madan sara, en plein cœur de Port-au-Prince, à la rue Monseigneur Guilloux, embarquant leurs marchandises.

En Haïti, deux catégories de marchandes font bouger l'économie haïtienne. Il y a, premièrement, les marchandes, communément appelées les Madan sara, qui vendent soit en promenant dans les rues, soit en s'installant dans des marchés publics et deuxièmement, celles qui possèdent leur propre affaire ou commerce. Seules les femmes font partie de cette catégorie des Madan sara, c'est donc un secteur spécifiquement genré,.

## Origine
Madansara (Madan Sara), mot agglutiné ou mot composé en créole haïtien, vient de deux mots en langue française Madame Sara. 
Les Madan sara tirent leur nom d'un oiseau jaune (famille des passereaux) se nourrissant au cours de son vol. D'après la petite histoire, c'est grâce à une dame de la haute société nommée Sara qui aurait apporté l'oiseau en Haïti à l’époque coloniale d'où le nom Madame Sara, Madansara lui est attribué,. 
L'oiseau nommé Madansara est actif, bruyant et très mobile à l'instar des femmes marchandes qui achètent ou vendent leurs marchandises au rythme de leurs déplacements, qui peuvent se faire de la campagne vers la ville, mais aussi d’Haïti vers les États-Unis ou vers la Martinique. Les marchandes dites Madansara sont les Poto mitan de la société haïtienne et jouent un rôle prépondérant dans l'économie du pays, particulièrement, dans le secteur commercial informel.

## Conditions de travail
C'est grâce aux Madan Sara que les produits agricoles, récoltés dans les différents recoins du pays, parviennent dans les marchés publics comme dans les supermarchés à Port-au-Prince. Elles nourrissent une partie importante de la population a travers un voyage pénible entre des villes de province et la capitale d'Haïti. Le Nouvelliste en parle en ces termes : « Les camions destinés à ce genre d’activité n'offrent aucun confort. Elles voyagent comme les aliments, comme des matériaux. Du haut de ces engins inconfortables, elles ne sont pas épargnées par la colère de la nature. Elles subissent de plein fouet les méfaits du soleil à son paroxysme, de la pluie et de la poussière. Cette situation n'est pas la plus  difficile. Depuis ces trois derniers mois, elles se disent régulièrement maltraitées, rançonnées, violées par des bandits armés travestis en militants politiques. En arrivant à Port-au-Prince, dans de telles conditions, le prix final des produits double, car la rançon est désormais incluse dans le coût des marchandises ». 

## Statut social
Quoique l’article 17.1 de la Constitution haïtienne stipule que « le principe du quota d'au moins 30 % de femmes est reconnu à tous les niveaux de la vie nationale, notamment dans les services publics » pourtant concrètement les femmes sont sous-représentées. Avec 51,8 % de la population active totale, les femmes haïtiennes n’arrivent pas à intégrer l’économie formelle et s'y imposer mais échouent dans le secteur l'informel (58,8 %). Pour les personnes commerçantes, marchandes faisant partie du secteur informel, il n'y a pas un cadre juridico-légal qui traite de leur statut social et économique ; encore moins pour les femmes commerçantes, marchandes et beaucoup pour moins pour les Madansara. Le jour où il existe une loi-cadre statuant sur les personnes commerçantes, marchandes en général et en particulier sur les femmes commerçantes et les Madansara ; c’est de dire de ces catégories socio-économiques qu’elles sont des acteurs-clés à part entière du secteur formel de l’économie nationale.
Dans la société haïtienne, les femmes haïtiennes jouent un rôle primordial. D'un côté, ce sont ces femmes qui prennent en charge de tout le commerce du pays car elles sont les « poto mitan » des activités commerciales des produits au niveau microéconomique. De l’autre côté, elles sont des chefs de ménages (familles monoparentales) qui prennent en charge toutes seules l’éducation, la nourriture, tout et tout de leurs enfants. Donc, la prise en charge de l’économie et des enfants du pays Haïti se repose sur leurs épaules déjà épuisés par les vagues d’insécurité quotidiennes, la hausse de prix des produits, la stigmatisation, les violences incessantes…
A en croire l'économiste Fred Doura précise : « la commercialisation des produits agricoles repose essentiellement sur les démarches des intermédiaires. L’un des intermédiaires incontournables du circuit de commercialisation des produits vivriers est la « madan Sara », agente de contact infatigable entre les consommateurs urbains et les producteurs ruraux, et dont l’appellation lui est donnée par analogie à cet oiseau qui picore au gré de son vol».
Selon Fred Doura, il y a plus plusieurs catégories de « madansara » dont les plus humbles qu’on voit souvent dans les tableaux descendant les pentes des mornes, ayant sur la tête des paniers de fruits et légumes pesant souvent 25 kg pour la vente au marché ; celles pouvant louer un véhicule font partie d’une deuxième catégorie, achètent aux paysans et revendent aux marchés ; les plus aisées fréquentent les lignes aériennes caribéennes et apportent en Haïti des produits introuvables ou hors de prix. Tandis que Pierre Richard Beau-Séjour, dans son article intitulé « Échanges commerciaux frontaliers haitiano-dominicains et les Madan Sara » paru à Le Nouvelliste, donne des noms aux catégories : les MSN (Madan Sara nationales) en deux sous-catégories: les MSLR ou Madan Sara Locales Rurales et les MSU ou Madan Sara Urbaines et Madan Sara Internationales (MSI). A ce propos, il est à noter que les madan sara ne sont pas comme les autres, elles ont développé un flair pour le commerce.